# 根特 (明尼蘇達州)
根特（英語：Ghent，/ɡɛnt/ GHENT）是一個位於美國明尼蘇達州萊昂縣的城市。

## 歷史
根特原名格蘭德維尤（Grand View），1882年改為現稱。1874年設立營運至今郵局，1899年升格為城市。此地得名自比利時城市根特。

## 人口
根據2020年美國人口普查的數據，根特的面積為0.81平方千米，皆為陸地。當地共有人口376人，而人口密度為每平方千米464人。